# Adequate Seven
Adequate Seven was een Britse band uit Wales die muziekstijlen als hiphop, hardcore, punk en funk combineerde. Ze werden in 2000 opgericht en in december 2006 gesplitst.

## Bezetting
- Jamie Searle
- Pete Barnes
- Kazz Basma
- Gavin Fitzjohn
- Tom Pinder
- WD Davies
- Ben Reynolds
- Jonny Prosser
- Matt Price

## Geschiedenis
Adequate Seven werd opgericht in november 2000 en speelde hun eerste optreden pas vier weken later. De band putte uit een diverse selectie van invloeden bij het creëren van hun geluid. In februari 2001 bracht de band de ep Adequate Seven EP uit, een ep met 5 nummers bij hun eigen label Breaking World Records. De band werd onder de aandacht gebracht van het in Londen gevestigde label Household Name Records, dat een van de nummers van de band op hun label-sampler uit 2002 vertoonde, gevolgd door de publicatie van Adequate Sevens volledig debuut Songs of Innocence and of Experience in maart 2003 met lovende kritieken.
Adequate Seven begon aan verschillende tournees door het Verenigd Koninkrijk en het vasteland van Europa met bands als Hundred Reasons, Capdown, The Suicide Machines en Fishbone en stelde zich open voor bands als Cypress Hill en The Slackers. Halverwege 2004 verlieten Matt (Squeak) Price en Jonny Prosser de band om andere muzikale richtingen uit te gaan. Gavin Fitzjohn en WD Davies werden door de band gerekruteerd als vervangers. Adequate Seven speelde ook op het Compass Point Festival in Cardiff en verscheen op het BBC Radio 1 Lock Up-podium op het Reading Festival 2006 (Carling Weekend).Tegen de tijd dat Adequate Seven in 2006 uit elkaar was gegaan, hadden ze bijna 600 optredens in heel Europa gespeeld en hadden ze 6 BBC-sessies, 2 albums en een ep opgenomen. De band heeft een unieke muzikale erfenis nagelaten die bands over de hele wereld bleef beïnvloeden. Hun albums worden nog steeds regelmatig opgenomen in lijsten met geweldige maar obscure platen in de muziekpers, waaronder op de NME-lijst in 2012.
Adequate Seven verliet Household Name Records begin 2005, in plaats daarvan koos ze ervoor om hun debuutsingle Splitting Up uit te brengen bij Audio Rehab - een voornamelijk drum & bass-label. Volgens zanger Jamie Searle was de verhuizing helemaal vriendelijk. De band bracht de Splitting Up -single uit op 12 inch vinyl en cd in augustus 2005. Het nummer zorgde voor interesse in de avondshows van BBC Radio 1, waaronder de Hottest Record in the World van Zane Lowe.
Voorafgaand aan de publicatie van hun tweede lp, kondigde Adequate Seven aan dat een dubbele A-kant single - Head Up High/Gotta Stay Focused - op 12 juni 2006 zou worden uitgebracht via het eigen label Breaking World Records. Here On Earth werd uitgebracht op 19 juni 2006. Het album werd door Music News genoemd als een van de tien albums die de 21e eeuw bepalen.
Nadat op internet geruchten de ronde deden dat de band uit elkaar ging, plaatste Adequate Seven een verklaring die de geruchten bevestigde. De band bracht een laatste single uit, een gratis download van Set Your Sights en ging op een laatste tournee. De band nam hun laatste optreden in Londen op, in de Underworld-locatie en bracht in december 2006 het live-album Last Night in London uit bij Gravity DIP Records. Adequate Seven speelde hun laatste afscheidsconcert op 10 december 2006 voor een uitverkocht publiek in Cardiff Student's Union. Boom in the Diamond Industry, Captain Everything, Shootin' Goon, Get Cape Wear Cape Fly en Capdown worden allemaal ondersteund. De oorspronkelijke leden Jonny Prosser en Matt Price traden op met de band tijdens hun optreden.
Veel leden van de band hebben na de ontbinding van Adequate Seven verder succes geboekt in de muziekindustrie. Gavin Fitzjohn werd begin 2007 lid van Get Cape. Wear Cape. Fly en toerde en nam 18 maanden op met de band, voordat hij vertrok om zich aan te sluiten bij de band van Paolo Nutini, met wie hij nog steeds speelt. Tom Pinder speelde sinds begin 2008 ook met Get Cape Wear Cape Fly en speelt ook samen met Fitzjohn met de band van Paolo Nutini, waaronder talloze tv-optredens. Will Davies heeft succes gehad met het in Cardiff gevestigde rockkwartet Attack! Attack! die uitgebreid door het Verenigd Koninkrijk en Europa toeren om de publicatie van hun eerste album te ondersteunen. De band is ook te zien op de nieuwste toevoeging van Activisions Guitar Hero 5 en heeft ook hun single You and Me opgenomen in een aflevering van Beverly Hills 90210. Fitzjohn, Pinder en Davies spelen ook in de skaband Capital City Ska naast Adequate Sevens voormalige manager Matt Redd, die af en toe ook met Pete Barnes op gitaar heeft gespeeld.
Fitzjohn speelt ook met The Barry Horns en speelde hoorns voor Super Furry Animals, Manic Street Preachers en Imelda May. Hij verscheen ook in het Ghost album Prequelle uit 2018. Jamie Searle speelde van 2010-2013 met de in Londen gevestigde hardcore band March of the Raptors met leden van Fireapple Red. Ben Reynolds speelt met post-indierockers Markers, die ook leden van andere Cardiff-bands bevatten, waaronder The Take en Douglas. Jonny Prosser heeft gespeeld en opgenomen met het Londense hiphopcollectief Ill Bidone en is nu sessiebassist en web-/muziekproducent. Hij neemt momenteel live op en speelt samen met de Australische hiphopartiest (en voormalig huisgenoot) Cozzabags. Pete Barnes is momenteel de media- en marketingmanager van de Football Association of Wales.

## Discografie

### Singles
- 2005:	Splitting Up (Audio Rehab Records)
- 2006:	Gotta Stay Focused/Head Up High (Breaking World Records)
- 2006:	Set Your Sights

### Albums, ep's, dvd's
- 2001:	Adequate 7 EP (Breaking World Records) Opgenomen met oorspronkelijke bassist Jonny Prosser en oorspronkelijke trompettist Matt Price (de artiest voorheen bekend als Squeak)
- 2003:	Songs of Innocence and of Experience (Household Name Records) Opgenomen met oorspronkelijke bassist Jonny Prosser en oorspronkelijke trompettist Matt Price. Price speelde ook keyboards op het album.
- 2006:	Here on Earth (Breaking World Records)
- 2006:	Last Night in London (livealbum) (Gravity DIP Records)
- Cancelled - split dvd met Sonic Boom Six (Punkervision) Gepland maar geannuleerd toen de band uit elkaar ging.